# Lonchura kelaarti
Il passero di montagna (Lonchura kelaarti Jerdon, 1863) è un uccello passeriforme della famiglia degli estrildidi.

## Tassonomia
Se ne riconoscono tre sottospecie:
- Lonchura kelaarti kelaarti, la sottospecie nominale, endemica dello Sri Lanka;
- Lonchura kelaarti jerdoni Hume, 1874, endemica dei Ghati occidentali;
- Lonchura kelaarti vernayi Whistler & Kinnear, 1933, diffusa in India orientale;

Il nome scientifico della specie venne scelto da Thomas Caverhill Jerdon in omaggio alla memoria del tenente colonnello Edward Frederick Kelaart, molto attivo nei propri studi naturalistici sull'isola di Ceylon, dove questo uccello venne descritto.

## Distribuzione edhabitat
La specie è diffusa nella porzione meridionale del subcontinente indiano ed in Sri Lanka.
Come intuibile dal nome comune, il passero di montagna è un abitatore delle aree collinari e pedemontane, dove frequenta le aree prative con presenza sparsa di cespugli ed alberi, spingendosi anche in aree coltivate e giardini.

## Descrizione

### Dimensioni

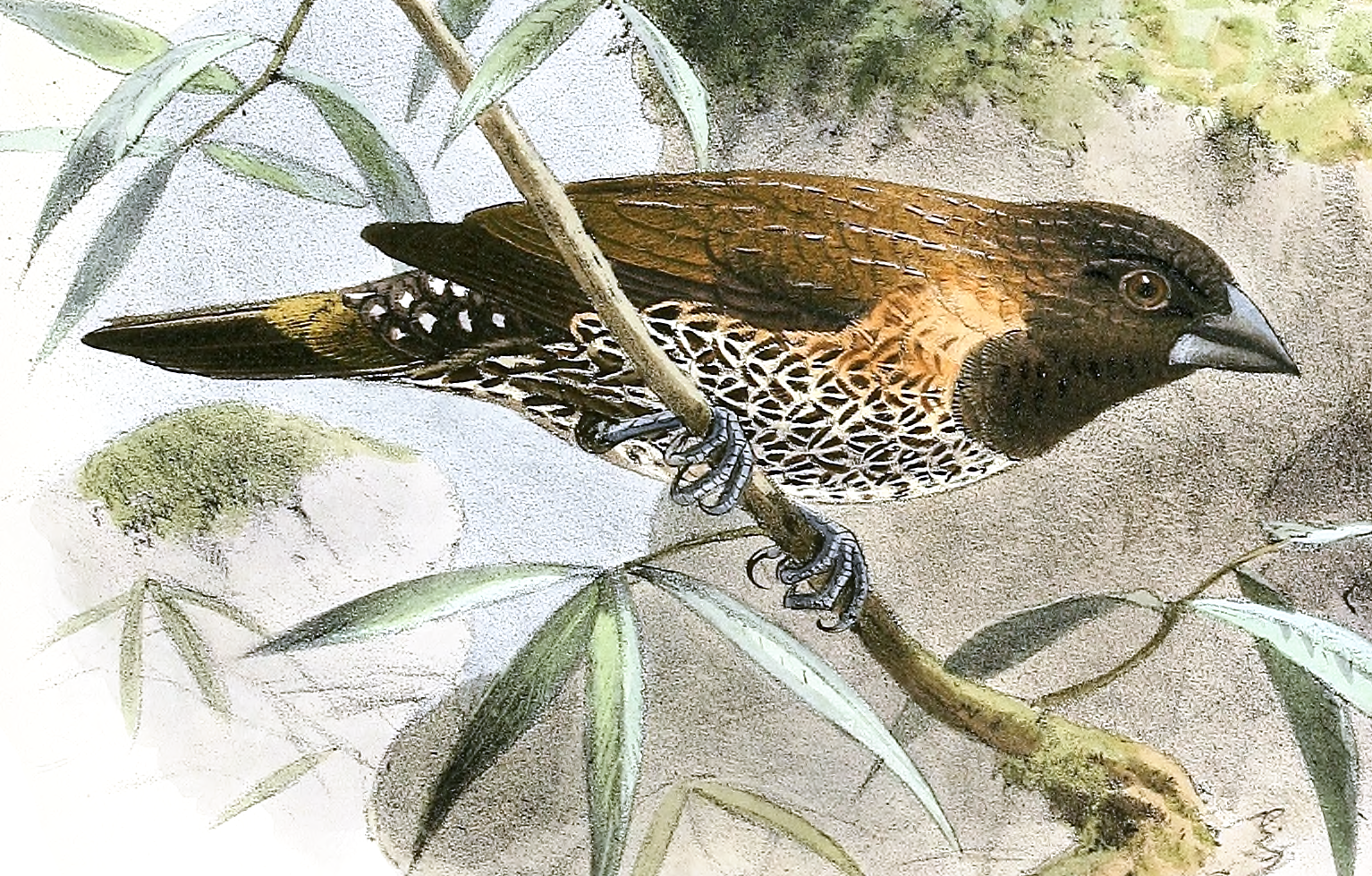
Illustrazione del 1880 di un passero di montagna.

Misura fino a circa 12 cm di lunghezza, dei quali circa un terzo spetta alla coda.

### Aspetto
Si tratta di un uccello dall'aspetto robusto e dal caratteristico becco grosso e tozzo, tipico delle munie.

La colorazione è di colore bruno scuro su testa e dorso, con tendenza a scurirsi fin quasi al nero su faccia, petto, coda ed ali; il ventre, il sottocoda ed i fianchi sono più chiari, biancastri nelle sottospecie indiane e con una sfumatura rosata nella sottospecie nominale, con le singole penne orlate di nero, a formare un aspetto a scaglie particolarmente evidente sui fianchi. Gli occhi sono di colore bruno scuro, le zampe sono carnicino-grigiastre, il becco è di colore grigio-bluastro.

## Biologia
Si tratta di uccelli diurni e gregari, che durante il giorno passano la maggior parte del tempo al suolo alla ricerca di cibo, riunendosi in stormi anche di una certa consistenza numerica, salvo poi cercare riparo nel fitto dei cespugli o fra gli alberi durante la notte.

### Alimentazione
Si tratta di una specie essenzialmente granivora, che si nutre di ogni tipo di piccolo seme che possa essere spezzato dal forte becco; integra la propria dieta anche con altro materiale di origine vegetale, come bacche, frutti e germogli, mentre difficilmente mostra interesse per cibi di origine vegetale, come piccoli insetti e larve.

### Riproduzione
Il passero di montagna può riprodursi durante tutto l'anno, sebbene la maggior parte delle schiuse avvengano in corrispondenza con la fine della stagione umida.
Il nido consiste in una struttura sferica di fili d'erba e rametti, che entrambi i partner provvedono a edificare in cavità degli alberi od in crepe nei muri, più raramente nell'erba alta; al suo interno la femmina depone 3-8 uova biancastre che ambo i sessi provvedono a incubare (alternandosi durante il giorno e dormendo assieme nel nido durante la notte) per circa due settimane. Anche la cura dei piccoli (che alla nascita sono ciechi e implumi) è a carico di entrambi i genitori: i nidiacei sono in grado d'involarsi attorno alla terza settimana di vita ed a quel punto possono dirsi indipendenti, sebbene non di rado continuino a tornare al nido specialmente durante la notte ancora per alcuni giorni.